# Siluro San Bartolomeo
Il Siluro San Bartolomeo (SSB) fu un siluro umano da attacco sviluppato dalla Regia Marina durante la seconda guerra mondiale.

## Storia
Durante l'utilizzo del Siluro a Lenta Corsa si erano notate lacune nella progettazione che avevano messo in evidenza la necessità di realizzare una versione aggiornata del mezzo di attacco subacqueo.
Il progetto venne redatto dal maggiore del genio navale Mario Masciulli, dal capitano delle armi navali Dino Travaglini e dall'ingegner Giustino Cattaneo su specifica richiesta del raggruppamento italiano di incursori subacquei.
Degli unici SSB effettivamente impiegati, due risulta siano rimasti a La Spezia ed uno inviato in Adriatico a Venezia, dove venne ritrovato alla fine della guerra.
I due SSB a La Spezia vennero assegnati al Gruppo Operativo della Castagna, una vecchia batteria posta sul lato occidentale della rada – della Decima Mas, agli ordini del T.V. Augusto Jacobacci (pilota dei SSB), già designato per l'azione contro Gibilterra pianificata per il 2 ottobre 1943 e non realizzata.